# Mile End (metropolitana di Londra)
Mile End è una stazione della metropolitana di Londra, servita dalle linee Central, District e Hammersmith & City.

## Storia
La stazione fu aperta nel 1902 dalla Whitechapel & Bow Railway. I servizi a trazione elettrica iniziarono nel 1905. Nel 1923 la proprietà della stazione passò alla London, Midland and Scottish Railway, anche se i servizi erano prestati dalla linea District mentre la linea Hammersmith & City (allora era la linea Metropolitan) iniziò nel 1936. La stazione passò alla London Underground con la nazionalizzazione delle ferrovie. Nel 1946 la stazione fu espansa e ricostruita come parte dell'estensione a est della linea Central, i cui servizi iniziarono il 4 dicembre 1946.
La stazione è stata sottoposta a una ristrutturazione nella seconda metà degli anni 2000. La Metronet, un'azienda della TfL a capitale misto pubblico-privato, fallì nel 2008 a metà dei lavori. I lavori sono stati poi ripresi dalla TfL.

### Incidenti
Il 5 luglio 2007, un treno della Central Line deragliò e colpì un rotolo di coperta antincendio uscito da un passaggio trasversale tra le due gallerie a causa dei forti venti trasversali.
Nel novembre del 2009, un pezzo di una barriera di plastica si staccò da un treno in partenza e colpì tre pendolari. Una donna riportò un taglio di 5 cm in fronte e la TfL potrebbe essere multata fino a 20.000 sterline dopo aver ammesso le proprie responsabilità nel caso.

## Strutture e impianti

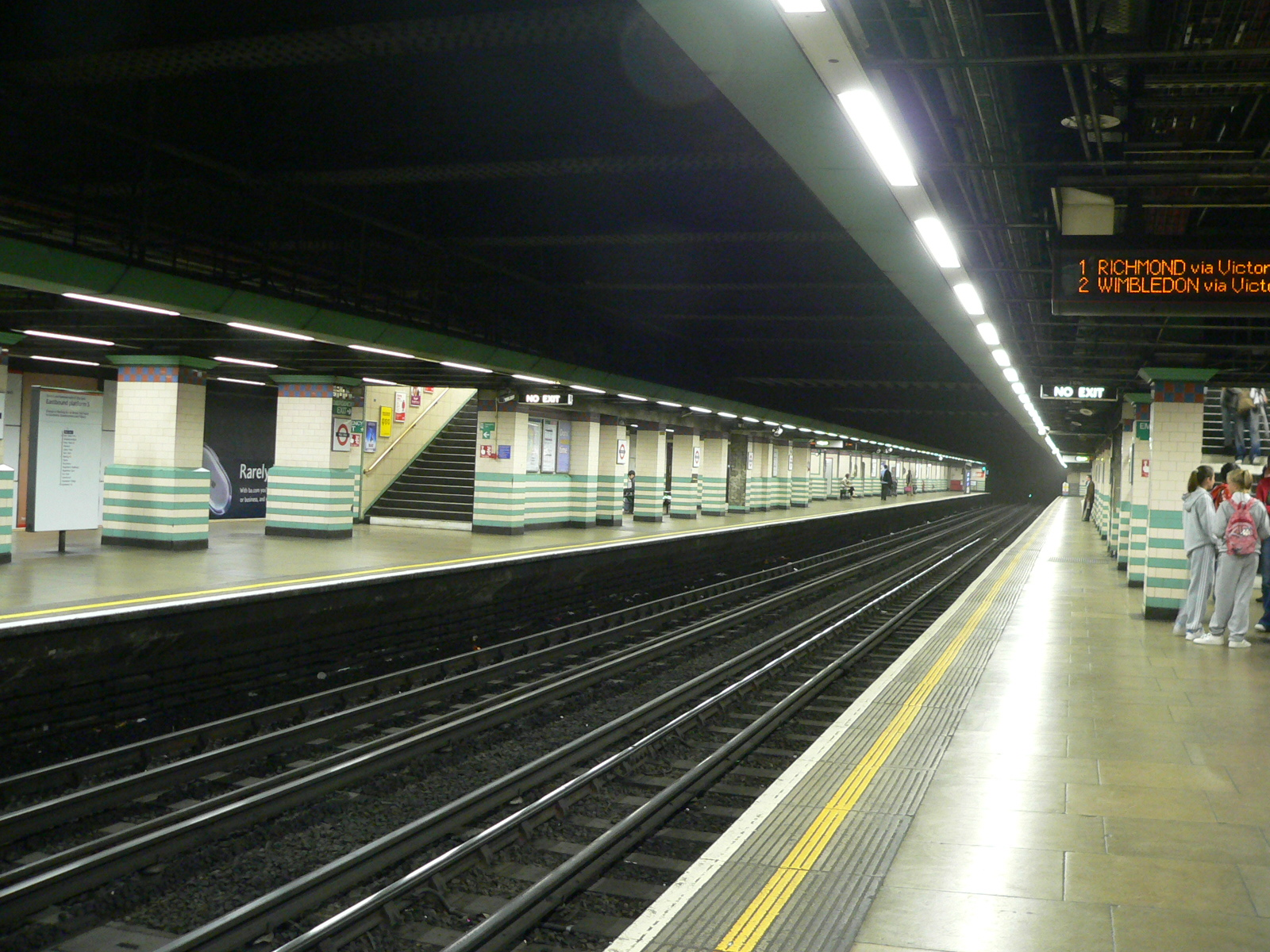
Vista dei binari della stazione prima del rinnovamento. Le linee District e Hammersmith & City viaggiano sui binari centrali, mentre la linea Central usa i binari esterni.

L'impianto consta di una stazione sotterranea a quattro binari il cui accesso all'utenza è garantito da due banchine a isola.
Mile End è l'unica stazione sotterranea della rete che permette di passare sulla stessa piattaforma da una linea di profondità (la linea Central) a una linea quasi di superficie (le linee District e Hammersmith & City), una delle tre stazioni sull'intera rete a permetterlo (le altre sono Finchley Road e Wembley Park, per passare dalla linea Metropolitan alla linea Jubilee).
La stazione prende nome dalla parte della strada A11 chiamata Mile End Road, che prende essa stessa nome da una pietra miliare che indica il punto a 1 miglio a est del confine della Città di Londra. In ogni caso, la posizione della pietra era più vicina alla stazione di Stepney Green che a quella di Mile End, situata più a est, all'incrocio con Burdett Road.
La stazione rientra nella Travelcard Zone 2.

## Servizi
La stazione dispone di:
- Emettitrice automatica biglietti
- Stazione video sorvegliata

## Interscambi
Nelle vicinanze della stazione effettuano fermata alcune linee urbane automobilistiche, gestite da London Buses, nonché una linea di autobus a lunga percorrenza, gestita da National Express.
- Fermata autobus
- Stazione taxi